# Al-Jabsa
Al-Jabsa (arab. اليابسة) – wieś w Syrii, w muhafazie Aleppo, w dystrykcie Afrin. W 2004 roku liczyła 592 mieszkańców.